# 名前のないこの愛のために/響
『名前のないこの愛のために／響』（なまえのないこのあいのために／ひびき）は2012年11月20日に発売された德永英明50枚目のシングル。

## 概要
「人形の家/夢は夜ひらく」から半年ぶりのシングルは、NHKドラマ10 『シングルマザーズ』の主題歌。
ダブル表題曲シングルの本作は通常盤と初回限定盤の2形態で発売。
初回限定盤には「名前のないこの愛のために」ミュージック・ビデオ収録DVD付。

## 収録曲
全曲 作曲：德永英明
1. 名前のないこの愛のために
作詞：德永英明・山田ひろし
2. 響
作詞：德永英明
3. 名前のないこの愛のために（Instrumental）
4. 響（Instrumental）

### 初回限定盤付属DVD
1. 名前のないこの愛のために（ミュージック・ビデオ）